# Yancy Medeiros
Yancy Medeiros (Wai'anae, 7 de setembro de 1987) é um lutador americano de artes marciais mistas que atualmente compete pela categoria peso leve do Bellator.

## Background
Medeiros cresceu em Wai'ane, Hawaii e na adolescência começou a treinar karatê. Medeiros praticou wrestling pela Waianae High School, conquistando o terceiro lugar no estado do Hawaii em seu último ano no ensino médio.

## Carreira no MMA

### Início no MMA
Medeiros conquistou o cartel de 4-0 antes de derrota o veterano do EliteXC, Po'ai Suganuma no Destiny MMA: Pier Fighter 1. Após vencer mais duas lutas e conquistar o cartel invicto de 7-0, ele assinou com o Strikeforce.

### Strikeforce
Em sua estreia na promoção, Medeiros derrotou Raul Castillo por decisão unânime no Strikeforce Challengers: Kaufman vs. Hashi.
Sua luta seguinte foi contra Gareth Joseph no Strikeforce: Fedor vs. Werdum, Medeiros venceu por nocaute no primeiro round.
Medeiros era esperado para enfrentar John Salter no Strikeforce Challengers: Woodley vs. Saffiedine. No entanto, Medeiros se lesionou e foi obrigado a deixar o combate.

### Ultimate Fighting Championship
Em 31 de janeiro de 2013, foi confirmado que Medeiros seria integrado ao Ultimate Fighting Championship após a união do Strikeforce com a promoção.
Medeiros desceu duas categorias para fazer sua estreia no UFC pelos leves contra Rustam Khabilov em abril de 2013 no UFC 159. A luta terminou de forma inusitada após Medeiros deslocar o polegar durante uma queda de Khabilov no início do primeiro round, resultando em um nocaute técnico para Khabilov pelo fato de Medeiros não poder continuar a luta.
Medeiros enfrentou Yves Edwards no UFC: Fight for the Troops 3. Ele venceu por nocaute no primeiro round. A vitória, porém, foi alterada para Sem Resultado após Medeiros testar positivo para maconha no exame antidoping.
Medeiros era esperado para enfrentar o estreante Joe Ellenberger em 26 de abril de 2014 no UFC 172. No entanto, Medeiros foi retirado da luta para poder substituir Bobby Green na luta contra Jim Miller no card principal. Medeiros perdeu por finalização (guilhotina) no primeiro round.
Medeiros era esperado para enfrentar Justin Edwards em agosto de 2014 no UFC 177. Porém Edwards foi retirado do card após sofrer um lesão e foi substituído por Damon Jackson. Medeiros venceu por finalização no segundo round, conquistando o bônus de Performance da Noite.
Medeiros enfrentou Joe Proctor no The Ultimate Fighter 20 Finale. Ele venceu por finalização com uma guilhotina no primeiro round.
Medeiros enfrentou Dustin Poirier em 6 de Junho de 2015 no UFC Fight Night: Boetsch vs. Henderson. Ele não bateu e a luta foi realizada em um peso casado de 159.5 lbs, foi derrotado por nocaute técnico ainda no primeiro round.
Medeiros enfrentou John Makdessi em 12 de Dezembro de 2015 no UFC 194 e o venceu por decisão dividida.
Medeiros enfrentou Francisco Trinaldo em 14 de Maio de 2016 no UFC 198. ele perdeu por decisão unanime.
Medeiros enfrentou Sean Spencer em 10 de Setembro de 2016 no UFC 203 ele venceu por finalização (mata leão) no segundo round.
Medeiros enfrentou Erick Silva em 3 de Junho de 2016 no UFC 212 ele venceu por nocaute técnico no segundo round.

## Vida pessoal
Medeiros é descendente de havaiano, português e filipino. Ele começou sua carreira lutando entre os meio-pesados. Ele, então, mudou-se para médios e, finalmente, fez a estreia no seu peso atual dos leves no UFC 159. Medeiros credita os irmãos Nick Diaz e Nate Diaz para mudar sua dieta e dinâmica de treinamentos que lhe permitiu perder peso e abaixar sua categoria.

## Título e realizações
- Ultimate Fighting Championship
  - Performance da Noite (Duas vezes) vs. Damon Jackson; vs. Joe Proctor

## Cartel no MMA
| Cartel no MMA   |             |            |
| 25 lutas        | 16 vitórias | 8 derrotas |
| Por nocaute     | 8           | 4          |
| Por finalização | 4           | 1          |
| Por decisão     | 4           | 3          |
| No contest      | 1           | 1          |

| Res.    | Cartel   | Oponente           | Método                                   | Evento                                     | Data       | Round | Tempo | Local                   | Notas                                               |  |
| ------- | -------- | ------------------ | ---------------------------------------- | ------------------------------------------ | ---------- | ----- | ----- | ----------------------- | --------------------------------------------------- |  |
| Vitória | 16-8 (1) | Emmanuel Sanchez   | Decisão (unânime)                        | Bellator 279: Cyborg vs. Blencowe 2        | 23/04/2022 | 3     | 5:00  | Honolulu, Hawaii        | Estreia no Bellator                                 |  |
| Derrota | 15-8 (1) | Damir Hadžović     | Decisão (unânime)                        | UFC Fight Night: Gane vs. Volkov           | 26/06/2021 | 3     | 5:00  | Las Vegas, Nevada       |                                                     |  |
| Derrota | 15-7 (1) | Lando Vannata      | Decisão (unânime)                        | UFC Fight Night: Anderson vs. Błachowicz 2 | 15/02/2020 | 3     | 5:00  | Rio Rancho, Novo México |                                                     |  |
| Derrota | 15-6 (1) | Gregor Gillespie   | Nocaute Técnico (socos)                  | UFC Fight Night: Cejudo vs. Dillashaw      | 19/01/2019 | 2     | 4:59  | Brooklyn, Nova Iorque   | Volta aos Leves.                                    |  |
| Derrota | 15-5 (1) | Donald Cerrone     | Nocaute Técnico (socos)                  | UFC Fight Night: Cowboy vs. Medeiros       | 18/02/2018 | 1     | 4:58  | Austin, Texas           |                                                     |  |
| Vitória | 15-4 (1) | Alex Oliveira      | Nocaute Técnico (socos)                  | UFC 218: Holloway vs. Aldo II              | 02/12/2017 | 3     | 2:02  | Detroit, Michigan       | Luta da Noite.                                      |  |
| Vitória | 14-4 (1) | Erick Silva        | Nocaute Técnico (socos)                  | UFC 212: Aldo vs. Holloway                 | 03/06/2017 | 2     | 2:01  | Rio de Janeiro          |                                                     |  |
| Vitória | 13-4 (1) | Sean Spencer       | Finalização (mata leão)                  | UFC 203: Miocic vs. Overeem                | 10/09/2016 | 2     | 0:49  | Cleveland, Ohio         | Estreia nos Meio Médios; Performance da Noite.      |  |
| Derrota | 12-4 (1) | Francisco Trinaldo | Decisão (unânime)                        | UFC 198: Werdum vs. Miocic                 | 14/05/2016 | 3     | 5:00  | Curitiba                | Luta da Noite.                                      |  |
| Vitória | 12-3 (1) | John Makdessi      | Decisão (dividida)                       | UFC 194: Aldo vs. McGregor                 | 12/12/2015 | 3     | 5:00  | Las Vegas, Nevada       |                                                     |  |
| Derrota | 11-3 (1) | Dustin Poirier     | Nocaute Técnico (chute no corpo e socos) | UFC Fight Night: Boetsch vs. Henderson     | 06/06/2015 | 1     | 2:38  | New Orleans, Louisiana  | Peso Casado (159.5 lbs).                            |  |
| Vitória | 11-2 (1) | Joe Proctor        | Finalização (guilhotina)                 | TUF 20 Finale                              | 12/12/2014 | 1     | 4:37  | Las Vegas, Nevada       | Performance da Noite.                               |  |
| Vitória | 10-2 (1) | Damon Jackson      | Finalização (guilhotina invertida)       | UFC 177: Dillashaw vs. Soto                | 30/08/2014 | 2     | 1:54  | Sacramento, California  | Performance da Noite.                               |  |
| Derrota | 9-2 (1)  | Jim Miller         | Finalização Técnica (guilhotina)         | UFC 172: Jones vs. Teixeira                | 26/04/2014 | 1     | 3:18  | Baltimore, Maryland     |                                                     |  |
| NC      | 9-1 (1)  | Yves Edwards       | Sem Resultado (mudado)                   | UFC: Fight for the Troops 3                | 06/11/2013 | 1     | 2:47  | Fort Campbell, Kentucky | Havia vencido por KO; Testou positivo para maconha. |  |
| Derrota | 9-1      | Rustam Khabilov    | Nocaute Técnico (socos)                  | UFC 159: Jones vs. Sonnen                  | 27/04/2013 | 1     | 2:32  | Newark, New Jersey      | Estreia nos Leves.                                  |  |
| Vitória | 9-0      | Gareth Joseph      | Nocaute (socos)                          | Strikeforce: Fedor vs. Werdum              | 26/06/2010 | 2     | 1:19  | San Jose, California    |                                                     |  |
| Vitória | 8-0      | Raul Castillo      | Decisão (unânime)                        | Strikeforce Challengers: Kaufman vs. Hashi | 26/02/2010 | 3     | 5:00  | San Jose, California    |                                                     |  |
| Vitória | 7-0      | Zeke Prados        | Nocaute Técnico (socos)                  | Destiny MMA: Maui No Kaoi                  | 22/08/2009 | 1     | 2:23  | Wailuku, Hawaii         |                                                     |  |
| Vitória | 6-0      | Jake Yasui         | Finalização (mata leão)                  | UNU 1: Seek and Destroy                    | 21/03/2009 | 1     | 1:46  | Wailuku, Hawaii         |                                                     |  |
| Vitória | 5-0      | Po'ai Suganuma     | Nocaute Técnico (socos)                  | Destiny MMA: Pier Fighter 1                | 15/11/2008 | 3     | 0:37  | Honolulu, Hawaii        |                                                     |  |
| Vitória | 4-0      | Gino Venti         | Decisão (unânime)                        | Hawaii Fight League 4                      | 12/10/2008 | 3     | 3:00  | Waipahu, Hawaii         |                                                     |  |
| Vitória | 3-0      | Larry Perreira     | Nocaute (socos)                          | Hawaii Fight League 3                      | 03/05/2008 | 1     | 2:37  | Waipahu, Hawaii         |                                                     |  |
| Vitória | 2-0      | Eddie Ohia         | Nocaute Técnico (socos)                  | Hawaii Fight League 2                      | 12/01/2008 | 1     | 1:23  | Honolulu, Hawaii        |                                                     |  |
| Vitória | 1-0      | Rigo Mendoza       | Nocaute (socos)                          | Hawaii Fight League 1                      | 19/10/2007 | 1     | N/A   | Honolulu, Hawaii        |                                                     |  |